# JYSK
A JYSK  egy nemzetközi kiskereskedelmi lánc. A JYSK-csoportnak ma mintegy 3000 áruháza van 35 országban. Magyarországon 2005 óta működik. A JYSK bútoráruház termékeinek nagy része ágyak, kanapék, szekrények, asztalok stb.

## Története
A Jysk nevű céget a dán Lars Larsen alapította. Larsen 1979-ben első, ma is működő boltját Dánia második legnagyobb városában, Aarhusban nyitotta.  Egymás után több sikeres JYSK Sengetøjslager (2001-ig ezt a nevet viselték az áruházak) nyílt Dánia különböző pontjain, mígnem Larsen 1984-ben a szomszédos Németországban megnyitotta első külföldi boltját. Érdekesség, hogy a Jysk  emblémája egy liba. 
2013
- Április: a korábban franchise rendszerben lévő román és bolgár üzletek a JYSK Nordic tulajdonába kerülnek.

2012
- Októberben a korábban franchise tulajdonban lévő ukrán üzletek a JYSK Nordic tulajdonába kerülnek.
- Szeptemberben a JYSK megnyitja 2000. üzletét. Az új áruház Leknes városában nyílik, Norvégiában, amely az északi Lofoten szigetcsoporton helyezkedik el.
- Március 15-én a JYSK elindítja új, “városi koncepcióját” az első áruházzal, mely Stockholmban, Svédországban található. A koncepció szerint kisebb áruházakat nyit nagyvárosok bevásárlóközpontjaiban és melyek más módon mutatják be a termékeket.

2011
- Szeptemberben a JYSK három kategóriában nyert, amikor a FEIEA jutalmazta Európa legjobb kommunikációs erőfeszítéseit. A JYSK nyeri el az év fotója díjat, az alkalmazotti magazin a GO JYSK címlapjáért, a 'Special Merit Award’-ot a karrier hírlevélért és a legjobb újság díját a gyakornoki újságért.
- Május 23-án a JYSK elindítja saját tévécsatornáját www.JYSK.tv web-címen
- Április 7-én a JYSK Nordic megnyitja első áruházát Szerbiában, Szabadkán.
- Az amerikai Forbes üzleti magazin szerint 2011-ben a világ 304. leggazdagabb embere Lars Larsen, vagyonát mintegy 3,6 milliárd amerikai dollárra becsülik.

2010
- November 15-én a JYSK Dánia elindít egy web-áruházat.
- Szeptemberben a JYSK vállalati lapja – a GO JYSK – kapta meg az év vállalati lapja díjat Dániában. Egy hónappal később a GO JYSK lett Európa második legjobb vállalati lapja.
- Ez év áprilisában II. Margit dán királynő hozzájárulását adta ahhoz, hogy a JYSK a jövőben használhatja a Királyi Udvari Szállító címet.
- Április 29-én megnyílik a JYSK Nordic első 2 üzlete Kínában, Sanghajban.
- Március 25-én megnyílik a JYSK Nordic első 2 üzlete Bosznia-Hercegovinában, Szarajevó és Vitez városokban.

2009
- November 17-én a dán királyi család a Dannebrog-rend Lovagkeresztjét adományozta a JYSK tulajdonosának, Lars Larsennek.
- Április 3-án a Dänisches Bettenlager megnyitja első három boltját Spanyolországban: a Valencia közelében fekvő Ondara és Gandia városában, valamint a Murciához közeli Cartagenában.
- Április 2-án megnyílik a Dänisches Bettenlager első olaszországi boltja a Genova közelében található Serravalle Scrivia városában.
- Április 2-án a JYSK 30 éves jubileumát ünnepli, és interaktív sztorit indít a cég történetéről.
- Március 26-án megnyílik a JYSK Nordic első horvátországi boltja Zára (Zadar) városában.

2008
- A JYSK Nordic a Jütland-félsziget középső részén fekvő Uldum városában megnyitja Észak-Európa legnagyobb raktárát. Ennek jelenlegi alapterülete 64.000 m2.
- Május 29-én Tetovo városában megnyílik a JYSK franchise első macedóniai boltja.
- Április 10-én a JYSK Nordic megnyitja első két szlovéniai boltját Muraszombatban (Murska Sobota) és Brežicében.
- Április 4-én a JYSK Nordic megnyitja első két boltját az Egyesült Királyságban, Lincoln és Mansfield városában.

2007
- November 17-én megnyílik a JYSK franchise első albániai boltja az ország fővárosában, Tiranában.
- Júliusban a JYSK franchise másodszor is bezárja oroszországi boltjait.
- Június 15-én a JYSK franchise megnyitja első boltját Dubajban.
- Június 11-én Őkirályi Fensége Henrik herceg a dán exporthoz való jelentős hozzájárulás elismeréséül IX. Frigyes király-díjat adományoz Lars Larsennek.
- Május 10-én Párizs mellett megnyílik a Dänisches Bettenlager első franciaországi boltja.
- Március 15-én a JYSK franchise megnyitja első romániai boltját Nagyvárad (Oradea) városában.

2006
- November 20-án utcát neveznek el Lars Larsenről. Tørring-Uldum község ezzel szeretné megköszönni a JYSK cégnek, hogy a Jütland-félsziget középső részén fekvő Uldum városában felépíti Észak-Európa legnagyobb raktárát.
- A JYSK Nordic új raktárt nyit a lengyelországi Radomskóban. Ennek alapterülete 40.000 m2.
- Október 26-án megnyílik a JYSK Nordic első szlovákiai boltja Trencsén (Trenčín) városában.
- Szeptember 28-án a JYSK Nordic megnyitja első négy boltját Hollandiában: Arnhem, Zoetermeer, Heerhugowaard és Lelystad városában.
- Augusztus 26-án a JYSK franchise Almati városában megnyitja első kazahsztáni boltját.
- Március 30-án megnyílik a Dänisches Bettenlager első két svájci boltja Baarban és Bülachban.

2005
- Szeptember 1-jén megnyílik az 1000. bolt a németországi Dingolfingban.
- Júliusban a JYSK franchise másodszor is boltot nyit Moszkvában.
- Május 19-én a JYSK franchise Plovdiv városában megnyitja első bulgáriai boltját.
- Április 7-én a JYSK Nordic Fóton megnyitja első magyarországi boltját.

2004
- Október 29-én megnyílik a JYSK franchise első ukrajnai boltja Kijevben.
- Április 2-án a JYSK 25 éves jubileumát ünnepli. Lars Larsen valamennyi dániai háztartásba elküldi 2,4 millió példányban kiadott önéletrajzát.
- Február 12-én a JYSK franchise megnyitja első koszovói boltját Pristinában.

2003
- Április 30-án a JYSK Nordic megnyitja első boltját a Cseh Köztársaságban, Prágában.

2002
- Júniusban Lars Larsent jelölik az Ernst&Young cég által alapított, nemzetközi tekintélyű „World Entrepreneur of the Year” díjra.
- Szeptemberben az addig Norsk Sengetøylager nevet viselő norvégiai boltok felveszik a JYSK nevet.
- Június 7-én Tallinnban megnyílik a JYSK franchise első észtországi boltja.

2001
- Novemberben Lars Larsen Dániában megkapja Az év üzletembere címet.
- Április 26-án a JYSK franchise Vilnius városában megnyitja első litvániai boltját.
- A Vadvédelmi Világalap „Ajándék a Földnek” díjjal jutalmazza a JYSK munkáját a Trópusi Erdő Tröszt szervezetben, melynek a JYSK 1999-ben társalapítója volt.
- Áprilisban az addig a Jysk Sengetøjslager, Jysk Bäddlager, illetve Jysk Vuodevarasto nevet viselő dániai, svédországi és finnországi boltok felveszik a JYSK nevet.

2000
- A JYSK Nordic új raktárt nyit a svédországi Nässjőben. Ennek jelenlegi alapterülete 55.000 m2.
- Lars Larsen lesz a többségi tulajdonosa a www.bolia.com internetes bútorcégnek, amelynek jelenleg Dániában, Norvégiában, Svédországban, Németországban és Kínában is vannak bemutatótermei.
- A JYSK Bed’n Linen befejezi működését az Egyesült Államokban.
- Április 4-én a Dänisches Bettenlager megnyitja első ausztriai boltját Vocklabruck városában.
- Március 25-én Gdańskban megnyílik a JYSK Nordic első lengyelországi boltja.
- Január elsején a JYSK alapítója és tulajdonosa végleg lemond mint a JYSK vezérigazgatója, és a JYSK Holding ügyvezető elnökeként tevékenykedik tovább. Ezalatt Jan Bøgh-t beszerzési igazgatóból a JYSK Nordic vezérigazgatójává léptetik elő.

1999
- Július 1-jén a JYSK franchise megkezdi partneri együttműködését a Muebles Piramides Puerto bútorbolttal a spanyolországi Malaga városában.
- A JYSK Sengetøjslager társalapítója a trópusi esőerdők védelmére létrehozott The Forest Trust-nek. A szervezetnek több mint 80 tagja van világszerte.

1998
- A svájci Kunoi megvásárolja a Larsen Travel céget.
- Augusztus 6-án Lars Larsen 50. születésnapját ünnepli.
- Májusban a JYSK franchise befejezi oroszországi tevékenységét.

1997
- A Dänisches Bettenlager raktárt nyit a németországi Zarrentinben. Ennek jelenlegi alapterülete 86.800 m2.

1996
- Június 7-én Rigában megnyílik a JYSK franchise első lettországi boltja.
- Májusban a JYSK franchise Moszkvában megnyitja első oroszországi boltját.
- Február 10-én a JYSK franchise megnyitja első boltját Kanadában, a Vancouver melletti Coquitlam városában.
- A Dänisches Bettenlager hároméves tanfolyamot indít. Jelenleg évente kb. 500-an végzik el ezt a tanfolyamot.
- A Norsk Sengetøylager kétéves tanfolyamot indít. Jelenleg évente kb. 80-an végzik el ezt a tanfolyamot.

1995
- Május 4-én Turku városában megnyílik az első finnországi JYSK Vuodevarasto bolt.

1994
- A Dänisches Bettenlager raktárt nyit a németországi Hombergben, melynek jelenlegi alapterülete 64.200 m2.

1992
- Március 14-én az Egyesült Államokban megnyílik az első JYSK Bed'n Linen bolt, a New Yorktól délre fekvő Shrewsbury városában.
- A JYSK Sengetøjslager kétéves tanfolyamot indít Dániában, a Liim Fiordhoz közeli Strandby városában. Jelenleg évente kb. 200-an végzik el ezt a tanfolyamot.

1991
- Május 1-jén Malmőben megnyílik a Jysk Bäddlager első svédországi boltja.

1990
- Lars Larsen megalapítja a Larsen Travel céget, amely olcsó üdüléseket kínál a világ minden részén.

1989
- A JYSK Sengetøjslager a Fogyatékkal Élő Sportolók Dániai Szövetségének főszponzora lesz; ezt a szerepét mindmáig megtartotta. Később a JYSK a fogyatékkal élő sportolók norvégiai és svédországi szövetségének is főszponzorává válik. A JYSK franchise emellett Kanadában, a Feröer-szigeteken és Izlandon is támogatja a fogyatékkal élők sportját.

1988
- Szeptember 22-én Stavanger városában megnyílik a Norsk Sengetøylager első norvégiai boltja.
- Egy évvel a sikeres regionális hirdetések után Lars Larsen az országosan ismert TV2 csatorna televíziós hirdetéseiben tűnik fel. Az első dán cégtulajdonosok egyike, aki saját magát és profilját használja reklámcélokra.

1987
- Október 8-án a JYSK franchise megnyitja első izlandi boltját Reykjavíkban.
- A JYSK alapítója és tulajdonosa, Lars Larsen az elsők között van Dániában, akik televíziós reklámot használnak, amikor feltűnik a ‘TV South’ nevű regionális csatornán. A “remek ajánlatai” sikert hoznak a JYSK számára.

1986
- Október 2-án a JYSK franchise megnyitja első boltját a Feröer-szigeteken.
- Lars Larsen a Himmerlandi Golf- és sportklub partnere lesz.

1984
- Április 1-jén megnyílik a Dänisches Bettenlager első németországi boltja Flensborg városában.
- Április 12-én a JYSK franchise Nuuk városában megnyitja első grönlandi boltját.

1980
- A cég kiadja első reklámkatalógusát.

1979
- Április 2-án a dániai Århusban megnyílik a világ első JYSK Sengetøjslager boltja, amely mindmáig működik.

## Elterjedtség a világon
Üzletek száma országonként. 2014-ben 70, 2017-ben 75, 2024-ben 95 JYSK üzlet található Magyarország területén.

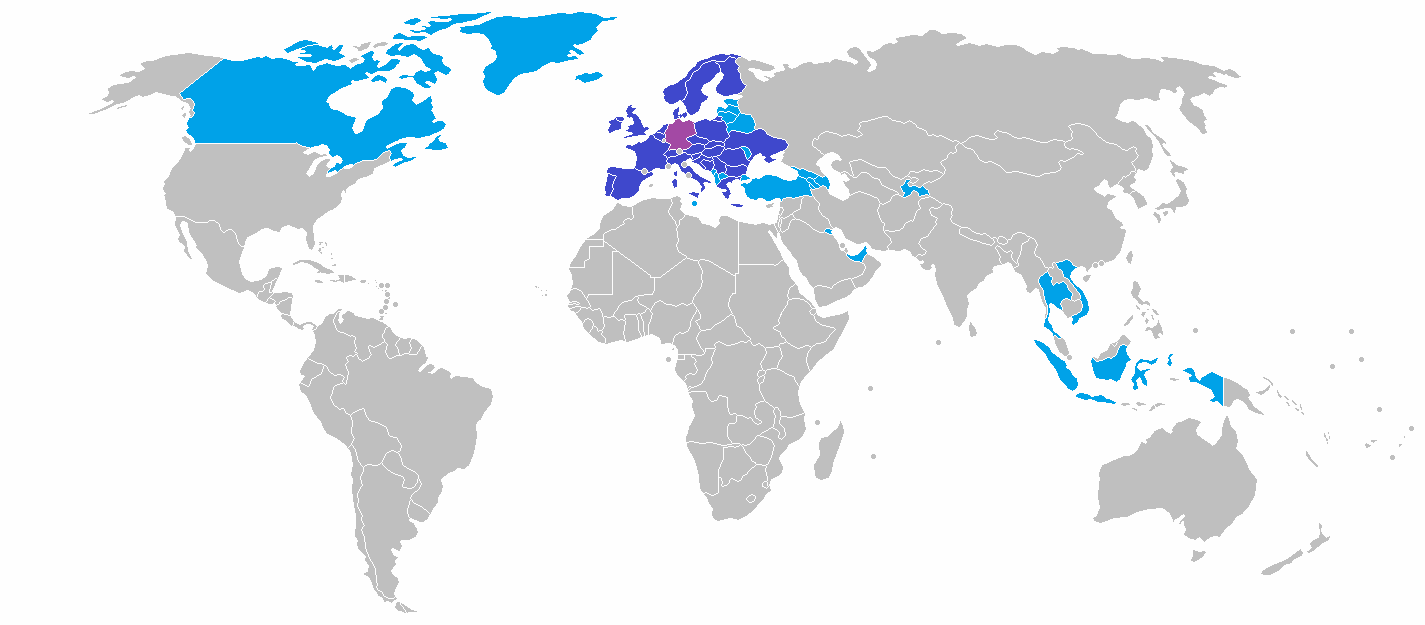
Ezekben az országokban található meg a JYSK

| Ország              | Nyitási év | Szám | Tulajdon                   |
| ------------------- | ---------- | ---- | -------------------------- |
| Dánia               | 1979       | 95   | JYSK Nordic                |
| Németország         | 1984       | 843  | Dänisches Bettenlager      |
| Grönland            | 1984       | 7    | Franchise, Pisiffik        |
| Feröer              | 1986       | 1    | Franchise, Skemman         |
| Izland              | 1987       | 4    | Franchise, Rúmfatalagerinn |
| Norvégia            | 1988       | 72   | JYSK Nordic                |
| Svédország          | 1991       | 125  | JYSK Nordic                |
| Finnország          | 1995       | 60   | JYSK Nordic                |
| Kanada              | 1996       | 54   | Franchise                  |
| Lettország          | 1996       | 10   | Franchise                  |
| Lengyelország       | 2000       | 135  | JYSK Nordic                |
| Ausztria            | 2000       | 78   | Dänisches Bettenlager      |
| Litvánia            | 2001       | 10   | Franchise                  |
| Észtország          | 2002       | 7    | Franchise                  |
| Csehország          | 2003       | 58   | JYSK Nordic                |
| Ukrajna             | 2004       | 10   | Franchise                  |
| Koszovó             | 2004       | 1    | Franchise                  |
| Magyarország        | 2005       | 95   | JYSK Nordic                |
| Bulgária            | 2005       | 3    | JYSK Nordic                |
| Svájc               | 2006       | 35   | Dänisches Bettenlager      |
| Hollandia           | 2006       | 66   | JYSK Nordic                |
| Szlovákia           | 2006       | 30   | JYSK Nordic                |
| Kazahsztán          | 2006       | 1    | Franchise                  |
| Románia             | 2007       | 14   | JYSK Nordic                |
| Franciaország       | 2007       | 29   | Dänisches Bettenlager      |
| Albánia             | 2007       | 1    | Franchise                  |
| Észak-Macedónia     | 2008       | 1    | Franchise                  |
| Egyesült Királyság  | 2008       | 7    | JYSK Nordic                |
| Szlovénia           | 2008       | 16   | JYSK Nordic                |
| Horvátország        | 2009       | 25   | JYSK Nordic                |
| Olaszország         | 2009       | 24   | Dänisches Bettenlager      |
| Spanyolország       | 2009       | 30   | Dänisches Bettenlager      |
| Bosznia-Hercegovina | 2010       | 12   | JYSK Nordic                |
| Kína                | 2010       | 9    | JYSK Nordic                |
| Szerbia             | 2011       | 16   | JYSK Nordic                |
| Örményország        | 2013       | ?    | ?                          |